# بیشکائین (شهرستان داولکانوفسکی، باشقیرستان)
بیشکائین (انگلیسی: Bishkain, Davlekanovsky District, Republic of Bashkortostan) یک شهرک در شهرستان داولکانوفسکی در استان باشقیرستان کشور روسیه است.